# Assen
Assen (phát âmⓘ) là một đô thị và thành phố ở đông bắc Hà Lan, là thủ phủ của tỉnh Drenthe. Đô thị này có các ngành sản xuất sữa và sản phẩm sữa, nhà máy sắt và dịch vụ chăm sóc y tế.
Assen nổi tiếng nhờ việc trường đua TT Assen nằm ở phía Nam của thành phố hàng nằm đều tổ chức chặng đua TT Assen của giải đua MotoGP, thu hút rất nhiều du khách yêu thích đua xe từ khắp nơi trên thế giới.

## Các trung tâm dân cư
Anreep, Assen, De Haar, Graswijk, Loon, Rhee, Schieven, Ter Aard, Ubbena, Vries, Witten, Zeijen, Zeijerveen, Zeijerveld.
Assen được công nhận là thành phố năm 1809.

### Những người nổi tiếng sinh ra ở Assen
- Klenie Bimolt (sinh 1945), vận động viên bơi lội
- John-Paul Langbroek (sinh năm 1961), nhà chính trị
- Peter Hoekstra (sinh năm 1973), cầu thủ bóng đá
- Inge Dekker (sinh năm 1985), vận động viên bơi lội